# Wolfgang Beuß
Wolfgang Beuß (* 11. März 1954 in Hamburg; † 20. September 2021) war ein deutscher Politiker und Abgeordneter der Hamburgischen Bürgerschaft. Als langjähriges Mitglied der Christlich Demokratischen Union Deutschlands (CDU) war er von 1997 bis 2011 in der Hamburgischen Bürgerschaft vertreten und bekleidete dort verschiedene Positionen, darunter die des stellvertretenden Fraktionsvorsitzenden. Beuß, der eine Ausbildung als Sozialpädagoge und Sonderschullehrer absolvierte, engagierte sich besonders in den Bereichen Bildungs- und Wissenschaftspolitik. Sein politisches Wirken erstreckte sich über mehrere Ebenen, von der Bezirksversammlung Eimsbüttel bis hin zur Kandidatur für den Deutschen Bundestag.

## Ausbildung und Beruf
Von 1974 bis 1975 war Wolfgang Beuß Soldat auf Zeit. Anschließend studierte er Sozialpädagogik, Sonderschulpädagogik und evangelische Theologie in Hamburg mit den Abschlüssen als Dipl.-Sozialpädagoge und den beiden Staatsexamina als Sonderschullehrer. Beruflich tätig war er als Referatsleiter am Landesinstitut für Lehrerbildung und Schulentwicklung.

## Politische Laufbahn
Beuß begann seine politische Laufbahn in der Christlich Demokratische Union Deutschlands (CDU), wo er seit 2002 als Kreisvorsitzender der CDU Eimsbüttel fungierte. Von 1991 bis 1996 war er Mitglied der Bezirksversammlung Eimsbüttel und Deputierter in der Finanz- und Sozialbehörde. Im Oktober 1997 wurde Beuß erstmals in die Hamburgische Bürgerschaft gewählt, der er bis Februar 2011 angehörte. Während seiner Zeit als Bürgerschaftsabgeordneter war er in der 19. Wahlperiode stellvertretender Vorsitzender der CDU-Fraktion. In dieser Funktion engagierte er sich besonders im Wissenschaftsausschuss und im Verfassungsausschuss.
Beuß kandidierte auch für den Deutschen Bundestag, so trat er bei der Bundestagswahl 2005 im Wahlkreis Hamburg-Eimsbüttel an. Auf kommunaler Ebene war er von 1991 bis 1996 in der Bezirksversammlung Eimsbüttel aktiv. Nach seinem Ausscheiden aus der Bürgerschaft blieb Beuß politisch engagiert und wurde im Mai 2011 zum Deputierten in der Behörde für Inneres und Sport ernannt. Während seiner politischen Karriere setzte sich Beuß für verschiedene Themen ein, darunter die Bildungspolitik, wie aus seinen Antworten auf Bürgerfragen hervorgeht. Wolfgang Beuß’ langjährige Erfahrung in der Hamburger Kommunal- und Landespolitik, die auch verschiedene Ebenen der Bezirksversammlung umfasste, machte ihn zu einem erfahrenen Akteur in der politischen Landschaft der Hansestadt.

## Engagement in der Wissenschaftspolitik
Wolfgang Beuß engagierte sich intensiv in der Hamburger Wissenschaftspolitik. Als wissenschaftspolitischer Sprecher der CDU-Fraktion in der Hamburgischen Bürgerschaft setzte er sich für verschiedene hochschulpolitische Themen ein. So lud er beispielsweise im Januar 2007 zu einem Treffen zum Thema Qualitätssicherung in der Wissenschaft ein, an dem auch der damalige Präsident der Technischen Universität Hamburg-Harburg, Edwin Kreuzer, teilnahm. Beuß war zudem Vorsitzender des Wissenschaftsausschusses der Bürgerschaft und in dieser Funktion an zahlreichen wissenschaftspolitischen Debatten und Anhörungen beteiligt. Bei einer öffentlichen Anhörung zur geplanten Einführung von Studiengebühren im Mai 2006 leitete er als Ausschussvorsitzender die Sitzung. Dabei ging es unter anderem um Fragen der Studienfinanzierung und mögliche Auswirkungen von Gebühren auf den Hochschulzugang. In seiner Rolle als wissenschaftspolitischer Sprecher äußerte sich Beuß auch zu Themen wie der Finanzierung der Hamburger Hochschulen. So sah er etwa die „Schließung einer kleineren Hochschule“ als mögliche Alternative zu Sparauflagen. Beuß nahm zudem an Diskussionsveranstaltungen zu hochschulpolitischen Fragen teil, wie etwa einem Forum für Wirtschaft und Politik an der Hamburger Universität für Wirtschaft und Politik. Sein Engagement erstreckte sich auch auf Fragen der Hochschulautonomie und der Rolle der Studierendenvertretungen. So kritisierte er etwa einen Aufruf des AStA der Universität Hamburg zur Unterstützung einer Hausbesetzung als nicht mit dem Hochschulgesetz vereinbar. Insgesamt war Beuß über viele Jahre hinweg eine prägende Figur in der Hamburger Wissenschaftspolitik und vertrat dort die Positionen der CDU-Fraktion.

## Positionen und Ansichten
Beuß vertrat als CDU-Politiker verschiedene Positionen zu bildungs- und sozialpolitischen Themen. In der Schulpolitik befürwortete er eine Verkleinerung der Klassengrößen in Grundschulen. Beuß sprach sich für Kürzungen im öffentlichen Dienst aus, von denen er als Beamter selbst betroffen war. In der Debatte um Studiengebühren kritisierte er die Einführung als „asozial“ und warnte vor negativen Auswirkungen auf die Chancengleichheit. Beuß äußerte Bedenken gegenüber dem Kreditmodell zur Finanzierung von Studiengebühren und sah darin keine wirkliche soziale Absicherung. Er argumentierte, dass hohe Schulden abschreckend auf Studierende aus einkommensschwachen Familien wirken könnten. In der Diskussion um Schulen in freier Trägerschaft setzte sich Beuß für eine stärkere finanzielle Unterstützung ein. Er kritisierte Kürzungen bei der Förderung freier Schulen als ungerecht und forderte eine Anpassung der Zuschüsse auf bis zu 80 Prozent der Vollkosten. In der Debatte um Kinderschutz und Vorsorgeuntersuchungen betonte Beuß die Komplexität des Themas und warnte vor vorschnellen Schlüssen. Er hinterfragte kritisch die Wirksamkeit von Jugendamtsmaßnahmen in einem konkreten Vernachlässigungsfall. In der Innenpolitik verteidigte Beuß den umstrittenen Einsatz von Brechmitteln bei Verdächtigen.

## Kandidatur 2011
Wolfgang Beuß trat bei der Bürgerschaftswahl in Hamburg am 20. Februar 2011 erneut als Kandidat für die Christlich Demokratische Union Deutschlands (CDU) an. Er wurde auf Listenplatz 11 der CDU-Landesliste nominiert. Die Aufstellung der Landesliste erfolgte auf einer Landesvertreterversammlung der CDU Hamburg am 20. November 2010. Bei dieser Versammlung musste sich Beuß einer Gegenkandidatur stellen, aus der er nur mit wenigen Stimmen Vorsprung als Sieger hervorging.
Die Nominierung von Beuß auf Listenplatz 11 war Teil einer kontrovers diskutierten Listenaufstellung, bei der viele bisherige Abgeordnete mit hinteren oder gar keinen Listenplätzen vorlieb nehmen mussten. Hintergrund waren die schwachen Umfragewerte der CDU, die nur 12 bis 14 aussichtsreiche Listenplätze erwarten ließen. Im Wahlkampf warb Beuß unter anderem mit seiner Erfahrung als bisheriger Abgeordneter und stellvertretender Fraktionsvorsitzender.
Er setzte sich für die Umsetzung des CDU-Wahlprogramms ein, das eine deutlich bürgerliche Handschrift trug. Zu seinen Schwerpunktthemen gehörten die Bildungs- und Wissenschaftspolitik. Am Wahltag erreichte die CDU in Hamburg 21,9 Prozent der Stimmen. Aufgrund dieses Ergebnisses und seiner Listenposition verpasste Wolfgang Beuß den Wiedereinzug in die Hamburgische Bürgerschaft. Er schied damit nach fast 14 Jahren als Abgeordneter aus dem Landesparlament aus. Nach der Wahl blieb Beuß der Politik jedoch verbunden und wurde im Mai 2011 zum Deputierten in der Behörde für Inneres und Sport ernannt.